# Бехечио
Бехечио (лат. Beuchios Anacauchoa, шп. Behechio, погинуо 11. јула 1502), поглавица (кацик) народа Таино на Хаитију у време открића и најранијег периода шпанске колонизације.

## Биографија

### Код Пјетра Мартира
Бехечио се први пут помиње у Првој декади књиге О новом свету шпанског историчара Пјетра Мартира, објављеној 1504. године. Након напуштања Изабеле и премештања престонице шпанске колоније Хиспањола у Санто Доминго на јужној обали Хаитија у лето 1496, гувернер Бартоломео Колумбо повео је експедицију на западни део острва, који је до тада био потпуно неистражен. На око 30 сати хода западно од Санто Доминга стигао је у земљу индијанског краља по имену Беухио Анакаухоа (лат. Beuchios Anacauchoa), који је владао најзападнијим крајем острва, земљом коју су урођеници звали Харагва (лат. Xaragua), који их је пријатељски дочекао. Пошто у овој области није било злата, Бартоломео Колумбо затражио је данак у хлебу и производима од памука и конопље, на који је поглавица спремно пристао. Затим је поглавица угостио Колумба у свом селу, које је било око 30 сати хода на запад, на западној обали острва. Сам поглавица имао је 30 жена: старије су носиле само широки памучни појас око бедара, а млађе само уске траке око чела. Гости су дочекани песмом и плесом Индијанки, а приређене су и ратничке игре. Када је у јесен следеће године (1497) поново дошао у Харагву да покупи данак, који је спремно исплаћен, Бартоломео је био свечано дочекан и угошћен од краља и његове сестре по имену Анакаона, која је била удовица Каонабоа, свргнутог поглавице земље Сибао. Поучена мужевим примером, саветовала је брата да се мирно покори хришћанима. Уговорени данак је чинио читав бродски товар памука и две врсте хлеба (од кукуруза и од касаве) који су прикупили 32 потчињене поглавице. За узврат, Бартоломео је поглавицу и његову сестру свечано угостио на каравели која је дошла на западну обалу острва да покупи данак, око 6 миља од поглавичиног села.

### Код Бартоломеа де лас Казаса
Бартоломео де лас Казас у својој књизи Кратак извештај о уништавању Индија пише да су краљ Бехечио и његова сестра Анакаона обоје учинили велике услуге шпанској круни и пружили сву помоћ европским насељеницима, понекад чак и спасавајући њихове животе. Краљевство Харагва је Лас Казас сматрао најцивилизованијом домородачком државом на острву. Након Бехечиове смрти, Анакаона је владала уместо њега.
Према Лас Касасовом извештају – једином који имамо – овај Бехечио је био један од четири краља на Хаитију, који су сви заједно са Франсиском Бобадиљом и Франсиском Ролданом погинули у бродолому на путу за Шпанију (11. јула 1502. године). Остали су били Каонабо, Гварионекс и Хигванама.